# Everyday, Katyusha
Everyday, Katyusha (Everyday、カチューシャ?, Everyday, Kachūsha) è un brano musicale del gruppo di idol giapponesi AKB48, pubblicato come loro ventunesimo singolo il 25 maggio 2011. Il brano è stato scritto e prodotto da Yasushi Akimoto.

## Il singolo
Everyday, Katyusha è stato inserito nella colonna sonora del film Moshidora, che vedeva protagoniste Atsuko Maeda e Minami Minegishi, membri delle AKB48, mentre il brano Yankee Soul, presente nel singolo, è stato utilizzato come sigla d'apertura del dorama televisivo Majisuka Gakuen 2 trasmesso da TV Tokyo. Parte degli incassi del singolo sono stati devoluti in beneficenza a favore delle vittime del Terremoto e maremoto del Tōhoku del 2011. Il singolo ha raggiunto la vetta della classifica Oricon dei singoli più venduti in Giappone.

## Vendite
Everyday, Katyusha ha venduto un totale di 942,475 copie, soltanto nel primo giorno, e raggiungendo 1.33 milioni di copie nella prima settimana.
Everyday, Katyusha ha stabilito un nuovo record di vendite nell'industria discografica giapponese, vendendo un totale 1.334 milioni di copie nella sua prima settimana nei negozi, battendo il precedente record di Mr. Children risalente al febbraio 1996. Il singolo è anche il terzo delle AKB48, insieme ai precedenti Sakura no ki ni narō e Beginner a superare il milione di copie vendute. Infatti, il disco ha superato un milione e mezzo di copie vendute, ed è stato il primo disco a riuscirci dal 2005.

## Tracce
CD "Tipo A"
1. Everyday, Katyusha (Everyday、カチューシャ?, Everyday, Kachūsha) - 5:14
2. Korekara Wonderland (これからWonderland?) - 4:27
3. Yankee Soul (ヤンキーソウル?, Yankī Sōru) - 3:32
4. Everyday, Katyusha (Off Vocal Ver.) - 5:14
5. Korekara Wonderland (Off Vocal Ver.) - 4:27
6. Yankee Soul (Off Vocal Ver.) - 3:32

CD "Tipo B"
1. Everyday, Katyusha (Everyday、カチューシャ?, Everyday, Kachūsha) - 5:14
2. Korekara Wonderland (これからWonderland?) - 4:27
3. Hito no Chikara (人の力? Power of the People) - 4:28
4. Everyday, Katyusha (Off Vocal Ver.) - 5:14
5. Korekara Wonderland (Off Vocal Ver.) - 4:27
6. Hito no Chikara (Off Vocal Ver.) - 4:28

CD "Tipo Theater"
1. Everyday, Katyusha (Everyday、カチューシャ?, Everyday, Kachūsha) - 5:14
2. Korekara Wonderland (これからWonderland?) - 4:27
3. Anti (アンチ?, Anchi) - 4:11
4. Everyday, Katyusha (Off Vocal Ver.) - 5:14
5. Korekara Wonderland (Off Vocal Ver.) - 4:27
6. Anti (Off Vocal Ver.) - 4:11

## Classifiche
| Classifica (2011)                 | Posizione più alta |
| --------------------------------- | ------------------ |
| Giappone                          | 1                  |
| Billboard Billboard Japan Hot 100 | 1                  |